# Скотт Гаррісон
Скотт Гаррісон (англ. Scott Harrison; 19 серпня 1977, Беллсгілл, Північний Ланаркшир) — британський професійний боксер,чемпіон світу за версією WBO (2002—2003, 2003—2005), призер чемпіонату Європи.

## Аматорська кар'єра
На чемпіонаті Європи 1996 Гаррісон, що входив до складу збірної Шотландії, завоював бронзову медаль, подолавши Тоні Насковського (Македонія), Яноша Надь (Угорщина) та Євгена Шестакова (Україна) і програвши в півфіналі Рамазу Паліані (Росія) — 1-7.

## Професіональна кар'єра
Не потрапивши на літні Олімпійські ігри 1996, Гаррісон восени 1996 року перейшов у професіонали.
10 липня 1999 року завоював титул інтерконтинентального чемпіона за версією IBO в напівлегкій вазі. 24 січня 2000 року виграв титул чемпіона Співдружності в напівлегкій вазі. 24 березня 2001 року додав титул чемпіона Великої Британії (BBBofC).
8 червня 2002 року Гаррісон виграв титул «тимчасового» чемпіона за версією WBO, а в наступному бою 19 жовтня 2002 року зустрівся з чемпіоном світу за версією WBO аргентинцем Хуліо Пабло Чаконом. Гаррісон, що здобув перемогу одностайним рішенням суддів, став чемпіоном світу.
В першому захисті титулу Гаррісон переміг співвітчизника Вейна Маккалоу, а 12 липня 2003 року зустрівся в бою з триразовим чемпіоном світу мексиканцем Мануелем Медіна і зазнав поразки розділеним рішенням. В негайному реванші, що відбувся 29 листопада 2003 року, Гаррісон здобув перемогу технічним нокаутом в одинадцятому раунді і повернув собі звання чемпіона.
Протягом 2004—2005 років Гаррісон провів шість вдалих захистів титулу. У травні 2006 року він відмовився від захисту титулу, а восени відмовився від самого титулу, пояснивши, що не може більше вкладатися в ліміт напівлегкої ваги.
Через проблеми з депресією і алкоголем Гаррісон на кілька років опинився поза боксом. В 2012—2013 роках він провів ще три боя, після чого завершив виступи.